# Панамериканский Кубок по волейболу среди женщин 2022
20-й розыгрыш Панамериканского Кубка по волейболу среди женщин проходил с 21 по 28 августа 2022 года в Эрмосильо (Мексика) с участием 10 национальных сборных команд стран-членов NORCECA и CSV. Победителем в 6-й раз в своей истории и во 2-й раз подряд стала сборная Доминиканской Республики.

## Команды-участницы
Первоначально состав участников был скомплектован следующим образом:
- Мексика (команда страны-организатора);
- США, Доминиканская Республика, Пуэрто-Рико, Канада, Тринидад и Тобаго, Куба, Коста-Рика (7 лучших команд (помимо Мексики) от NORCECA по континентальному рейтингу на 1 января 2022 года;
- Бразилия, Колумбия, Аргентина, Перу (4 лучшие команды от CSV по международному рейтингу на 1 января 2022 года.

От участия отказались Бразилия, Аргентина и Тринидад и Тобаго. Вместо Тринидада и Тобаго в число участников турнира была включена Никарагуа.

## Система проведения турнира
10 команд-участниц на предварительном этапе разбиты на две группы, в которых играют в один круг. Приоритетом при распределении мест в группах является общее количество побед, затем количество набранных очков, соотношение выигранных и проигранных партий, соотношение игровых очков, результат личных встреч. За победы со счётом 3:0 команды получают по 5 очков, за победы 3:1 — по 4, 3:2 — по 3, за поражения 2:3 — по 2 очка, 1:3 — по 1, за поражения 0:3 очки не начисляются.
Победители групп напрямую выходят в полуфинал плей-офф. Команды, занявшие в группах 2-е и 3-и места, выходят в четвертьфинал и определяют ещё двух участников полуфинала. Полуфиналисты по системе с выбыванием определяют призёров турнира. Итоговое 5-е место разыгрывают проигравшие в четвертьфиналах. Итоговые 7—10-е места по также по системе плей-офф разыгрываются между командами, занявшими в группах предварительного этапа 4—5-е места.     

## Предварительный этап

### Группа А
| М | Команда                  | 1   | 2   | 3   | 4   | 5   | И | В | П | С/П  | О  |
| - | ------------------------ | --- | --- | --- | --- | --- | - | - | - | ---- | -- |
| 1 | Доминиканская Республика |     | 3:2 | 3:0 | 3:0 | 3:0 | 4 | 4 | 0 | 12:2 | 18 |
| 2 | США                      | 2:3 |     | 3:0 | 3:1 | 3:0 | 4 | 3 | 1 | 11:4 | 16 |
| 3 | Пуэрто-Рико              | 0:3 | 0:3 |     | 3:2 | 3:0 | 4 | 2 | 2 | 6:8  | 8  |
| 4 | Перу                     | 0:3 | 1:3 | 2:3 |     | 3:0 | 4 | 1 | 3 | 6:9  | 8  |
| 5 | Коста-Рика               | 0:3 | 0:3 | 0:3 | 0:3 |     | 4 | 0 | 4 | 0:12 | 0  |

21 августа
Доминиканская Республика — Коста-Рика 3:0 (25:9, 25:8, 25:9); США — Перу 3:1 (25:13, 21:25, 25:22, 25:17).
22 августа
Доминиканская Республика — Перу 3:0 (25:13, 25:18, 25:22); США — Пуэрто-Рико 3:0 (25:19, 25:16, 25:22).
23 августа
Перу — Коста-Рика 3:0 (25:15, 25:12, 25:14); Доминиканская Республика — Пуэрто-Рико 3:0 (25:17, 25:11, 25:18).
24 августа
США — Коста-Рика 3:0 (25:14, 25:17, 25:7); Пуэрто-Рико — Перу 3:2 (23:25, 25:20, 16:25, 25:17, 15:12).
25 августа
Пуэрто-Рико — Коста-Рика 3:0 (25:12, 25:14, 25:12); Доминиканская Республика — США 3:2 (23:25, 24:26, 25:16, 25:22, 15:8).

### Группа В
| М | Команда   | 1   | 2   | 3   | 4   | 5   | И | В | П | С/П  | О  |
| - | --------- | --- | --- | --- | --- | --- | - | - | - | ---- | -- |
| 1 | Колумбия  |     | 3:0 | 3:0 | 3:0 | 3:0 | 4 | 4 | 0 | 12:0 | 20 |
| 2 | Мексика   | 0:3 |     | 3:1 | 3:0 | 3:0 | 4 | 3 | 1 | 9:4  | 14 |
| 3 | Куба      | 0:3 | 1:3 |     | 3:0 | 3:0 | 4 | 2 | 2 | 7:6  | 11 |
| 4 | Канада    | 0:3 | 0:3 | 0:3 |     | 3:0 | 4 | 1 | 3 | 3:9  | 5  |
| 5 | Никарагуа | 0:3 | 0:3 | 0:3 | 0:3 |     | 4 | 0 | 4 | 0:12 | 0  |

21 августа
Куба — Канада 3:0 (25:16, 28:26, 25:23); Мексика — Никарагуа 3:0 (25:11, 25:8, 25:9).
22 августа
Колумбия — Канада 3:0 (25:18, 25:14, 28:26); Мексика — Куба 3:1 (24:26, 25:16, 25:16, 25:18).
23 августа
Куба — Никарагуа 3:0 (25:7, 25:11, 25:14); Колумбия — Мексика 3:0 (25:14, 27:25, 25:11).
24 августа
Канада — Никарагуа 3:0 (25:10, 25:19, 25:19); Колумбия — Куба 3:0 (25:16, 25:22, 25:17).
25 августа
Колумбия — Никарагуа 3:0 (25:8, 25:12, 25:12); Мексика — Канада 3:0 (25:19, 25:21, 25:21).

## Плей-офф за 7—10-е места

### Полуфинал
26 августа
Коста-Рика — Никарагуа 3:2 (19:25, 20:25, 25:14, 25:22, 15:13).
Перу — Канада 3:0 (25:22, 25:22, 25:18).

### Матч за 9-е место
27 августа
Канада — Никарагуа 3:0 (25:21, 25:14, 25:22).

### Матч за 7-е место
27 августа
Перу — Коста-Рика 3:0 (25:14, 25:17, 25:13).

## Плей-офф за 1—6-е места

### Четвертьфинал
26 августа
США — Куба 3:2 (27:29, 22:25, 25:22, 25:16, 1917).
Мексика — Пуэрто-Рико 3:2 (25:17, 25:19, 18:25, 20:25, 15:12).

### Полуфинал
27 августа
Колумбия — США 3:1 (25:16, 25:27, 25:20, 25:20).
Доминиканская Республика — Мексика 3:1 (23:25, 25:21, 25:8, 25:14).

### Матч за 5-е место
28 августа
Куба — Пуэрто-Рико 3:1 (14:25, 25:22, 25:23, 25:21).

### Матч за 3-е место
28 августа
США — Мексика 3:1 (25:19, 24:26, 25:16, 25:11).

### Финал
| 28 августа 2022 | \| Доминиканская Республика \| 3:1 norceca.net \| Колумбия \| \| Ниверка Марте (3) Йонкайра Пенья (14) Кандида Ариас (7) Гайла Гонсалес (15) Бетания де ла Крус (23) Жеральдин Гонсалес (11) Бренда Кастильо (либеро) Самарет Карабальо Камила де ла Роса Маделайн Гильен (1) \| Голы \| Мария Маргарита Мартинес (2) Дарлевис Москера (8) Даяна Сеговия (8) Аманда Конео (13) Йейси Сото (10) Мария Алехандра Марин Камила Гомес (либеро) Анхье Мелиса Веласкес Маделайн Монтаньо Хулиана Торо Ана Карина Олайя (17) Лаура Грахалес (1) Мелисса Ранхель (1) \| | Эрмосильо. «Arena Sonora» 2500 зрителей |
| Счёт по партиям — 21:25, 25:13, 25:21, 25:16. Время матча — 1 час 51 минута. Судьи: Лурдес Перес Перес, Мария Идалия Дуран Гусман.                                                                           | | |
| Доминиканская Республика | 3:1 norceca.net | Колумбия |
| Ниверка Марте (3) Йонкайра Пенья (14) Кандида Ариас (7) Гайла Гонсалес (15) Бетания де ла Крус (23) Жеральдин Гонсалес (11) Бренда Кастильо (либеро) Самарет Карабальо Камила де ла Роса Маделайн Гильен (1) | Голы | Мария Маргарита Мартинес (2) Дарлевис Москера (8) Даяна Сеговия (8) Аманда Конео (13) Йейси Сото (10) Мария Алехандра Марин Камила Гомес (либеро) Анхье Мелиса Веласкес Маделайн Монтаньо Хулиана Торо Ана Карина Олайя (17) Лаура Грахалес (1) Мелисса Ранхель (1) |

## Итоги

### Положение команд
| Доминиканская Республика |
| Колумбия                 |
| США                      |
| 4. Мексика               |
| 5. Куба                  |
| 6. Пуэрто-Рико           |
| 7. Перу                  |
| 8. Коста-Рика            |
| 9. Канада                |
| 10. Никарагуа            |

### Призёры
Доминиканская Республика: Флоранхель Терреро Контрерас, Янейрис Родригес Дуран, Виелка Перальта Луна, Бренда Кастильо, Ниверка Марте Фрика, Кандида Ариас Перес, Анхелика Инохоса Диас, Камила де ла Роса Эррера, Маделайн Гильен Паредес, Йонкайра Пенья Исабель, Бетания де ла Крус де Пенья, Самарет Карабальо Ариас, Гайла Гонсалес Лопес, Жеральдин Гонсалес. Тренер — Маркос Квик.
  Колумбия: Дарлевис Москера Дуран, Йейси Сото Нуньес, Даяна Сеговия Эльес, Ана Карина Олайя Гамбоа, Маделайнн Монтаньо, Лаура Грахалес Паскуа, Хулиана Торо Вильяда, Лизет Кайседо Кортес, Камила Гомес Эрнандес, Анхье Веласкес, Мария Алехандра Марин Верхельст, Мелисса Ранхель Паэс, Мария Маргарита Мартинес Мина, Аманда Конео Кардона. Тренер — Антонио Ризола Нето.
  США: Брионн Батлер, Маккензи Мэй, Даниэль Дрюс, Вероника Перри, Кендалл Уайт, Рамат Альхасан, Эвери Скиннер, Эшли Эванс, Даллас Лишман, Ниа Рид, Стефани Сэмеди, Виктория Дилфер, Мадлен Гейтс, Элисон Бастианелли. Тренер — Бредли Ростраттер.

### Индивидуальные призы
| - MVP Ниверка Марте - Лучшие нападающие-доигровщики Бетания де ла Крус Эвери Скиннер - Лучшие центральные блокирующие Жеральдин Гонсалес Дарлевис Москера - Лучшая связующая Мария Алехандра Марин - Лучшая диагональная нападающая Гайла Гонсалес | - Лучшая либеро Бренда Кастильо - Лучшая на подаче Бетания де ла Крус - Лучшая на приёме Бренда Кастильо - Лучшая в защите Бренда Кастильо - Самая результативная Эвери Скиннер |